# Free Solo - Sfida estrema
Free Solo - Sfida estrema è un documentario del 2018 diretto da Jimmy Chin e Elizabeth Chai Vasarhelyi. Il documentario ripercorre la storica scalata in free solo dell'arrampicatore statunitense Alex Honnold sulla parete di El Capitan, nel Parco nazionale di Yosemite, dal periodo di preparazione fino all'impresa compiuta il 3 giugno 2017.

## Distribuzione
L'anteprima avvenne il 31 agosto 2018 al Telluride Film Festival, e fu anche trasmesso al Toronto International Film Festival del 2018, dove vinse il People's Choice Award del festival nella categoria Documentari. Il film fu pubblicato negli Stati Uniti il 28 settembre 2018, e ricevette recensioni positive dai critici e incassò più di $21 milioni. Il film ricevette diversi riconoscimenti, tra cui l'Oscar al miglior documentario nell'edizione del 2019.

## Accoglienza
Free Solo ha incassato $17,5 milioni negli Stati Uniti e in Canada, e $4,3 milioni negli altri paesi per un totale mondiale di $21,8 milioni.
Il film ha incassato 300804 $ da quattro cinema nel suo weekend di apertura, superando Eighth Grade e Una scomoda verità, rispettivamente per la media per cinema più alta del 2018 e di tutto il tempo per i documentari con 75201 $. Si estese a 41 cinema nel secondo weekend incassando 562786 $. Il film incassò 859051 $ da 129 cinema nel suo terzo weekend e $1 milione da 251 cinema nel suo quarto weekend. Durante il quinto weekend, guadagnò $1,06 milioni da 394 cinema, portando il totale incasso al botteghino a oltre $5 milioni.

## Riconoscimenti
- 2018 – Toronto International Film Festival[11]
  - People's Choice Documentary
- 2018 – Critics' Choice Documentary Awards
  - Best Sports Documentary[12]
  - Most Compelling Living Subject of a Documentary a Alex Honnold
  - Best Cinematography a Jimmy Chin, Clair Popkin e Mikey Schaefer
  - Candidatura per Best Documentary
  - Candidatura per Best Director a Jimmy Chin e Elizabeth Chai Vasarhelyi
  - Candidatura per Best Editing a Bob Eisenhardt
- 2018 – Hollywood Music in Media Awards[13]
  - Candidatura per Original Score – Documentary a Marco Beltrami
  - Candidatura per Original Song – Documentary a Tim McGraw e Lori McKenna
- 2018 – IDA Documentary Awards[14]
  - Candidatura per Best Feature
  - Candidatura per Best Cinematography a Jimmy Chin, Clair Popkin e Mikey Schaefer
- 2019 – National Board of Review[15]
  - Top 5 Documentaries
- 2019 – Cinema Eye Honors[16]
  - Audience Choice Prize
  - Outstanding Achievement in Cinematography a Jimmy Chin, Clair Popkin e Mikey Schaefer
  - Outstanding Achievement in Production
  - Candidatura per Outstanding Achievement in Original Music Score a Marco Beltrami
- 2019 – Producers Guild of America Awards[17]
  - Candidatura per Outstanding Producer of Documentary Theatrical Motion Pictures a Elizabeth Chai Vasarhelyi, Jimmy Chin, Evan Hayes, e Shannon Dill
- 2019 – Directors Guild of America Awards[18]
  - Candidatura per Outstanding Directorial Achievement in Documentaries a Elizabeth Chai Vasarhelyi e Jimmy Chin
- 2019 – British Academy Film Awards[19]
  - Best Documentary a Elizabeth Chai Vasarhelyi, Jimmy Chin, Shannon Dill e Evan Hayes
- 2019 – Satellite Award[20]
  - Candidatura per Best Documentary Film
- 2019 – Premio Oscar[21]
  - Best Documentary Feature a Elizabeth Chai Vasarhelyi, Jimmy Chin, Evan Hayes, e Shannon Dill